# Leioscyta dafonsecai
Leioscyta dafonsecai är en insektsart som beskrevs av Metcalf och Wade 1965. Leioscyta dafonsecai ingår i släktet Leioscyta och familjen hornstritar. Inga underarter finns listade i Catalogue of Life.